# 三井環事件
三井環事件（みついたまきじけん）とは、元大阪高等検察庁公安部長の三井環をめぐる事件。三井が検察内部の裏金の内部告発を行なっていたため、三井は公判で「口封じ」を主張。逮捕当時から関連の疑いが報じられきた。

## 概要
2002年4月22日午前、競売にかけられた神戸市のマンションを暴力団組長の親族名義で落札した際、居住の実態がないのに登録免許税を軽減させたとして、大阪高等検察庁公安部長の三井環が詐欺容疑で大阪地方検察庁特別捜査部に逮捕された。
三井は2000年から検察内部の裏金づくり（調査活動日の不正利用）に加担させられたとして匿名で取材を受けるなど内部告発していた。そして実名顔出しでの告発を決意し、逮捕日の午後にはテレビ朝日「ザ・スクープ」などの取材が予定されていた。

### 第一審の経過
三井は、暴力団に絡む収賄罪や公務員職権濫用罪で起訴され、5月10日に懲戒免職となった。
三井が逮捕直前まで検察の裏金問題を告発しようとしていたことから、三井および三井の支援者からは検察による口封じであると批判して冤罪を主張した。また、三井が起訴された罪は過去に一度も立件されたことがないような微罪だったり、収賄も従来の事件と比較して著しく低額なものであった。
裁判で三井は検察席にいるかつての後輩にあたる検事たち（含む大坪弘道）を前に、暴力団関係者との交際については検察官として倫理上の問題があったことは認めたものの「風が吹けば飛ぶようなもの」として犯罪性がないとして無罪を主張する一方で、自身が告発した検察の裏金問題について「検察の裏金を告発しようとした自分の発言を封じるために逮捕、立件した」と検察の捜査手法を批判し、「どうして私が被告席にいるのか! 被告人席にいるべきは多額の裏金を捻出した検察首脳らだ!　どちらが正義なのか! どちらが犯罪者なのか!　どちらが卑劣な人間なのか、よく考えていただきたい!」と検察の裏金問題の悪質性を強調した。
検察は論告で三井に対して「検察幹部による暴力団との交際によって、暴力団組員が検察庁を堂々と訪問するまでに至った」「検事が職責を売った前代未聞の極めて悪質な犯行」「逮捕などされないという特権意識を持っていた」と指弾し、懲役3年および追徴金約28万円を求刑。一方で三井と弁護側は終始無罪を主張しながら検察を批判した。
2005年2月1日、大阪地裁（宮崎英一裁判長）は三井に対して収賄の一部を無罪としながらも、電磁的公正証書原本不実記録・詐欺罪や収賄罪や公務員職権濫用罪で有罪を認定し、懲役1年8ヶ月追徴金約22万円の実刑判決を下した。賄賂額が多額とはいえないこと、暴力団関係者と飲食を共にしたことを検察官倫理上問題があったと自認していること、事件が大きく報道されて懲戒免職処分となり一定の社会的制裁を受けたこと、長年にわたって検察官としての職責を果たしてきたことなどが情状として認められた。しかし、大阪高検公安部長という検察幹部の地位にありながら職務に関連して自己の責任の重さを自覚することなく暴力団関係者との交遊関係を背景にした悪質な犯行に及び、検察官と刑事司法への社会の信頼を大きく損なわれ、発覚後も十分な反省がないことが実刑判決の理由となった。
一方で判決文は「検察の裏金問題については社会的に重大な問題であり、検察幹部として自ら関与したという被告の供述は軽視できないものであって、その問題の糾明が必要なことは明らか」とした。また、判決前にほぼ同じ判決文が政界に流布、河村たかし衆議院議員（後に名古屋市長）が入手し告発する事件が起こっている。

### 控訴審および上告審の経過
三井は控訴するも、判決言い渡しから4か月が経過しても、判決の全文が出てこず、控訴趣意書を書けない異常事態になっていた。
2007年1月15日、大阪高裁（若原正樹裁判長）は一審の実刑判決を支持し、三井側の控訴を棄却した。判決では、三井が高知地検、高松地検で次席検事だった頃に直接体験した限度で調活費の不正流用があったとし、検察の裏金問題を一部認定した。その上で「被告が調活費の実態を生々しく語ることで、検察庁が威信を失墜させることになりかねないと憂慮していたと推認されるが、犯罪の嫌疑があれば粛々と捜査を進めるほかない」と述べた。しかし、1999年度に検察庁幹部の私的な飲食費や遊興費などに調活費が不正に流用された疑惑が表面化してからは、調活費が大幅に減額していることを挙げ、「調活費の本来の目的、必要性には疑問が生じる」と指摘した。
三井は即日上告するも、2008年8月27日、最高裁（中川了滋裁判長）は三井側の上告を棄却。異議申し立ても9月11日付で棄却されたため、懲役1年8ヶ月、追徴金約22万円の実刑判決が確定した。検察官が現職時代の収賄行為で有罪判決になったのは初めて。

### 刑の執行
2011年1月18日、三井は刑期満了で出所した。

## 事件一覧

### 電磁的公正証書原本不実記録・詐欺罪
2001年7月、競売で落札した神戸市のマンションに居住しているように装って虚偽の転入届を区役所に提出し、翌8月に登録免許税約48万円相当の納付を免れるために「住宅用家屋」証明書を詐取した事件。
三井と弁護側は当該マンションに住む意思があり住民票移転などの届けを入居前に行っただけであり法律解釈的にも詐欺罪は成立しないとする京都大学名誉教授の有力な意見から無罪を主張した。
裁判所は三井が以前から不動産取引を繰り返して知識と経験を持ち、マンション購入の際に不動産登記に伴う登録免許税の軽減措置を受けるために犯行に及んだとして有罪を認定した。

### 収賄罪
2001年に暴力団組員から情報収集で便宜を得たいとの趣旨と知りながら6件（28万円分）にわたって接待を受けた事件。なおこれらの接待は、1998年に大蔵省接待汚職事件が発覚して「接待が賄賂罪を構成する供与に該当する」ということが広く認識され、利害関係者からの接待制限が明記された国家公務員倫理法や国家公務員倫理規程が制定された後に行われたものであった。
三井と弁護側は暴力団との交際を認めた上で一部の接待を否認し、認めた一部の飲食提供も暴力団組員に無利子で200万円貸与したことの返済として飲食提供を受けたものであり、公私の区別はつけており、職務の対価性を裏付ける証拠がなく、利益供与をしていないとして無罪を主張した。一方で贈賄側の暴力団組員は、三井と知り合った経緯や、自分が三井と暴力団組員と検察官であることを相互認識した経緯や、三井が検察官の地位と結びついた接待の状況を供述する一方で、飲食提供が三井から200万円の借金による返済目的であることを否定した。
裁判所は1件の接待（6万円分）は贈賄側の当時の暴力団組員の運転手が記載した運転日報などから不自然であるとして無罪としたが、他5件の接待（22万円分）について、接待は検察官と暴力団組員という互いの立場を知りながら飲食の提供が行われており、職務に関して行われた認識があったと強く推認されるとして、賄賂と認定して有罪とした。また、約半月という短期間に5回も繰り返されたことは規範意識が低下していたことのあらわれであるとして悪質とされた。

### 公務員職権乱用罪
職務上必要がないのに、2000年8月に松山地検、2001年2月に神戸地検から暴力団組織の活動状況を記した捜査書類や暴力団組員の前科調書など4件の捜査資料を3人の部下に命じて違法に入手した事件。
三井と弁護側は、入札妨害懸念や自宅への無言電話などの脅迫行為を受けたことによる捜査目的の入手であり、法律解釈上犯罪は成立しないとの大阪市立大学院教授の有力な見解から無罪を主張した。
裁判所は関係資料が三井の個人的な不動産売買の資料と一緒に保管されており公私の区別なく保管されていたこと、資料の一部は三井の不動産売買に絡む民事手続に私的利用されたこと、検察官として関係機関に連絡しておらず捜査目的に行われた形跡がないことから適正な職権の行使として関係資料を入手したものではないことを認定して有罪とした。また個人のプライバシーに関する資料が安易に扱われたことや不正入手が4回も繰り返され、公務執行の適正さについて国民の信頼が大きく害されたことが問題とされた。

### 公訴権乱用
上記の罪で三井を逮捕・起訴したことは検察官の裏金問題の口封じ目的の公訴権乱用であるため、裁判所は公訴棄却するべきとする三井および弁護側の主張。
裁判所は、三井が逮捕された経緯から三井と弁護人が口封じと主張することに理解を示し、「調活費の不正流用問題は社会的に重大な問題。検察幹部として関与したとの被告の供述は軽視できず、問題糾明が必要なことは明らか」とし、三井が供述した検察の裏金問題の解明は重大とした（二審では検察の裏金問題を一部認定）。その一方で、検察の捜査については、高度の廉潔さを求められる検察幹部である三井が暴力団関係者との交遊を背景にした犯罪行為を犯した可能性があれば捜査するのは当然であるため、三井を逮捕・起訴した検察に問題はないとし、検察の裏金問題と三井の刑事訴追は別問題であるとした。

### 関連事件
贈賄側の暴力団組員も贈賄罪で立件され、懲役5ヶ月の実刑が確定した。詐欺の共犯である暴力団組員は「主導的役割の三井に従属しただけ」として起訴猶予となった（釈放された暴力団組員は2002年11月に東京駅前で発砲して暴力団幹部ら2人を殺傷したとして懲役20年の判決を受けた。）。

## その他
この事件を受けて、最高検は三井が投資目的で多数の不動産を所有していたことが暴力団関係者との癒着につながったとし、全検察官に対して居住目的以外の不動産の売買について報告義務を課す再発防止策をまとめた。